# Woodville (Mississippi)
Woodville è una città (town) degli Stati Uniti d'America, capoluogo della contea di Wilkinson, nello Stato del Mississippi.